# Красна Горка (Кузнецовське сільське поселення)
Кра́сна Го́рка (рос. Красная Горка, марій. Йошкарсер) — присілок у складі Гірськомарійського району Марій Ел, Росія. Входить до складу Кузнецовського сільського поселення.
Стара назва — Красногорка.

## Населення
Населення — 98 осіб (2010; 117 у 2002).
Національний склад (станом на 2002 рік):
- марі — 97 %